# Thatayaone Ditlhokwe
Thatayaone Galejewe Ditlhokwe (ur. 21 września 1998 w Gulubane) – botswański piłkarz grający na pozycji środkowego obrońcy. Od 2020 jest zawodnikiem klubu Supersport United FC.

## Kariera klubowa
Swoją karierę piłkarską Ditlhokwe rozpoczął w klubie Gaborone United. W sezonie 2017/2018 zadebiutował w jego barwach w botswańskiej pierwszej lidze. W 2018 roku przeszedł do Township Rollers. W sezonie 2018/2019 wywalczył z nim mistrzostwo, a w sezonie 2019/2020 wicemistrzostwo Botswany.
Na początku 2020 roku Ditlhokwe został zawodnikiem południowoafrykańskiego Supersport United FC. Swój debiut w nim zaliczył 12 stycznia 2020 w wygranym 2:0 wyjazdowym meczu z AmaZulu FC.

## Kariera reprezentacyjna
W reprezentacji Botswany Ditlhokwe zadebiutował 1 czerwca 2018 roku w wygranym 6:0 meczu Pucharu COSAFA 2018 z Mauritiusem, rozegranym w Polokwane.